# Propuesta de adelanto de elecciones generales de Perú de 2021 a 2020
El 28 de julio de 2019, el presidente de la República del Perú, Martín Vizcarra, propuso una reforma constitucional para adelantar las elecciones generales de 2021 a abril de 2020. El proyecto fue debatido por la Comisión de Constitución y Reglamento en el Congreso de la República y archivado el 26 de septiembre de 2019, al ser considerada "inconstitucional".

## Antecedentes

### Aspectos constitucionales
En Perú, los periodos presidenciales y congresales son de cinco años, según lo establecido por la Constitución Política de 1993.

Artículo 90 El Poder Legislativo reside en el Congreso de la República, el cual consta de cámara única.
El número de congresistas es de ciento treinta. El Congreso de la República se elige por un período de cinco años mediante un proceso electoral organizado conforme a ley.
Artículo 112 El mandato presidencial es de cinco años, no hay reelección inmediata. Transcurrido otro período constitucional, como mínimo, el ex presidente puede volver a postular, sujeto a las mismas condiciones.
Constitución Política del Perú de 1993

El proceso de reforma constitucional está regulado por el artículo 206 de la Constitución.

Artículo 206 Toda reforma constitucional debe ser aprobada por el Congreso con mayoría absoluta del número legal de sus miembros, y ratificada mediante referéndum. Puede omitirse el referéndum cuando el acuerdo del Congreso se obtiene en dos legislaturas ordinarias sucesivas con una votación favorable, en cada caso, superior a los dos tercios del número legal de congresistas.
La ley de reforma constitucional no puede ser observada por el Presidente de la República.
La iniciativa de reforma constitucional corresponde al Presidente de la República, con aprobación del Consejo de Ministros; a los congresistas; y a un número de ciudadanos equivalente al cero punto tres por ciento (0,3%) de la población electoral, con firmas comprobadas por la autoridad electoral.
Constitución Política del Perú de 1993

El Tribunal Constitucional del Perú ha referido, en una sentencia de 2002, que la reforma de la constitución tiene límites materiales; es decir, principios supremos del ordenamiento constitucional que no pueden ser tocados por la obra del poder reformador.

Artículo 76, parte II Límites materiales implícitos, son aquellos principios supremos de la Constitución contenidos en la fórmula política del Estado y que no pueden ser modificados, aun cuando la Constitución no diga nada sobre la posibilidad o no de su reforma, ya que una modificación que los alcance sencillamente implicaría la «destrucción» de la Constitución. Tales son los casos de los principios referidos a la dignidad del hombre, soberanía del pueblo, Estado democrático de derecho, forma republicana de gobierno y, en general, régimen político y forma de Estado.
Sentencia  014-2002-AI del Tribunal Constitucional del Perú

Del mismo modo, el TC en una sentencia de 2004 establece límites al poder reformador del Congreso

Artículo 35 El Congreso de la República no puede hacer uso de la reforma constitucional para variar el sistema democrático de gobierno, para sustituir el régimen 'representativo', para modificar la Constitución económica o para alterar el principio de alternancia del gobierno, a tenor de los artículos 1, 3, 43 y 58 de la Constitución
Sentencia 0050-2004-PI/TC y acumulados del Tribunal Constitucional del Perú

### Antecedentes políticos

#### Proyectos de modificación del mandato presidencial o reelección
En noviembre de 1986, el presidente del Consejo de Ministros y Ministro de Economía, Luis Alva Castro, propuso realizar una reforma a la Constitución de 1979 que permita la reelección presidencial del entonces presidente Alan García Pérez. El proyecto fue presentado en diciembre por el diputado Héctor Marisca. En diciembre de 1986, García (que contaba con 67% de aprobación según la encuestadora Apoyo) dirigió un mensaje a la nación en el cual descartó su postulación para las elecciones generales de 1990 o una propuesta de aumento de años del periodo presidencial. De la misma manera, pidió a los diputados autores de los proyectos de reforma que retiren las propuestas.

(...) No aspiro ahora ni aspiraré más adelante a la reelección o a permanecer en el cargo de Presidente. Como lo dije ante el pueblo de Ica hace siete meses, no seré candidato en 1990 ni me mantendré en el cargo que hoy tengo. Y esto por múltiples razones, en primer lugar porque la generosidad con la que he sido tratado por el pueblo peruano y por mi partido deben ser correspondidas con altura, grandeza y desprendimiento (...)
Alan García, diciembre de 1986

La Constitución de 1993 permitía la reelección presidencial hasta su modificadora en el año 2000

#### Crisis del año 2000
Alberto Fujimori postuló a un tercer mandato presidencial en las elecciones generales de 2000 tras una interpretación auténtica de la constitución y la destitución de tres jueces del Tribunal Constitucional que se opusieron a este texto. En medio de acusaciones de inconstitucionalidad, Fujimori lanzó su candidatura para las elecciones de abril de 2000, a las que también postuló el opositor Alejandro Toledo.
Para la realización de las elecciones llegaron observadores de la Organización de los Estados Americanos encabezada por el excanciller guatemalteco Eduardo Stein, representantes del Centro Carter, del Instituto Nacional Demócrata, de la Federación Internacional por los Derechos Humanos, entre otras organizaciones, quienes denunciaron la falta de garantías democráticas plenas de las elecciones.
Tras la primera vuelta, los primeros primeros resultados oficiales, dejaban al presidente Fujimori al borde de una victoria en primera vuelta electoral, lo que contradijo las previsiones de todos los sondeos y alimentó las sospechas de fraude. El opositor Alejandro Toledo anunció que desconocería los resultados ante «un proceso tan viciado y tan irregular» que no llevan a la realización de una segunda vuelta. De la misma manera, la Organización de Estados Americanos (OEA), la asociación Transparencia y diversos embajadores europeos denunciaron los datos oficiales. El gobierno de los Estados Unidos, embajadores europeos y el representante de la OEA Eduardo Stein pidieron la realización de una segunda vuelta, a la vez que denunciaron irregularidades en el sistema de cómputo oficial. Las misiones de observación de Bélgica, Reino Unido y Países Bajos sostuvieron que la candidatura de Fujimori era inconstitucional, y que los recursos del Estado habían sido «abusivamente y a larga escala puestos al servicio de un candidato».
Debido a las denuncias de fraude, Toledo anunció que no se presentaría en la segunda vuelta. De la misma manera, la misión observadora de la OEA decidió retirarse del proceso electoral ante los incidentes de la primera.
Fujimori asumió la presidencia por tercera vez el 28 de julio de 2000, en medio de protestas de la Marcha de los Cuatro Suyos. Los jefes de Estado de la mayoría de países latinoamericanos no asistieron a la ceremonia en señal de rechazo a la fraudulenta reelección.
En agosto de 2000, la OEA promovió el Diálogo Democratizador, en el cual participaron representantes del gobierno de Fujimori, de la oposición y de la sociedad civil. En este se discutieron las «propuestas democratizadoras» hechas en junio de 2000 por la comisión de Alto Nivel de la OEA que encabezó el secretario general César Gaviria y el canciller canadiense Lloyd Axworthy. La mesa de diálogo estuvo presidida por el excanciller dominicano Eduardo Latorre.
En septiembre de 2000 la oposición reveló un vladivideo en el cual el asesor presidencial Vladimiro Montesinos le entregaba dinero al congresista opositor Alberto Kouri a cambio de sus votos. El 17 de septiembre Fujimori anunció la realización de nuevas elecciones generales, tanto para la elección de un presidente como de un nuevo congreso de la República.
A inicios de octubre del 2000, el pleno del congreso aprobó una reforma constitucional para impedir la reelección presidencial. De la misma manera, se incorporaron dos disposiciones transitorias especiales a la Constitución para que el presidente, los vicepresidentes y los congresistas elegidos en las elecciones generales de 2000 concluyan su mandato el 28 de julio de 2001. Luego, el congreso aprobó una Resolución Legislativa para que en el Período Anual de Sesiones 2000-2001, la Primera Legislatura concluya el 31 de octubre y la segunda comience el 1 de noviembre, modificando el reglamento del congreso. De esta manera, el 2 de noviembre de 2000 se aprobó en segunda votación las reformas constitucionales sobre la reelección y se incorporaron las disposiciones transitorias. Cabe anotar que estas propuestas resultaron de un compromiso firmado por la oposición y el gobierno en la mesa de diálogo de la OEA.
En noviembre Alberto Fujimori viajó a Brunéi para la cumbre de APEC; sin embargo, a los pocos días se instaló en Tokio, desde donde renunció a la presidencia de la república. Ante ello, el congreso no aceptó la renuncia y aprobó la vacancia de la presidencia por «incapacidad moral permanente». Luego, ante la renuncia de los vicepresidentes Francisco Tudela y Ricardo Márquez, se llevó a cabo la sucesión constitucional que dio lugar al gobierno de transición del Presidente del Congreso Valentín Paniagua.

## Propuesta
El 28 de julio, el presidente Vizcarra dirigió su mensaje a la nación con motivo de Fiestas Patrias; en este, anunció la presentación de un proyecto de ley de reforma constitucional para adelantar las elecciones de 2021 a abril de 2020.
El 31 de julio de 2019, el presidente Martín Vizcarra y el presidente del Consejo de Ministros, Salvador del Solar llevaron al Congreso el denominado Proyecto de ley de reforma constitucional que prohíbe la postulación de quien ejerce la presidencia y adelanta las elecciones generales.
| Artículo Actual | Propuesta |
| --- | --- |
| Artículo 112 El mandato presidencial es de cinco años, no hay reelección inmediata. Transcurrido otro período constitucional, como mínimo, el expresidente puede volver a postular, sujeto a las mismas condiciones. | Artículo 112 El mandato presidencial es de cinco años, no hay reelección inmediata. Transcurrido otro período constitucional, como mínimo, el expresidente puede volver a postular, sujeto a las mismas condiciones. Tampoco puede postular a la Presidencia de la República en las elecciones generales inmediatas quien en dicho periodo haya también juramentado al cargo de Presidente de la República |
| Propuesta de disposiciones transitorias: | |
| Cuarta: El Presidente y la Vicepresidenta de la República actualmente en funciones concluyen su mandato el 28 de julio de 2020. Los congresistas y los representantes ante el Parlamento Andino elegidos en las Elecciones Generales 2016 culminan su representación el 26 de julio de 2020. Quinta: Las elecciones Generales para Presidente y Vicepresidentes de la República, congresistas de la República y representantes ante el Parlamento Andino se realizan el tercer domingo de abril de 2020. Los demás plazos establecidos en la Ley Orgánica de Elecciones y la Ley de Organizaciones Políticas no son aplicables para este proceso electoral. El Jurado Nacional de Elecciones, la Oficina Nacional de Procesos Electorales y el Registro Nacional de Identificación y Estado Civil adecúan los plazos para que el proceso electoral pueda desarrollarse en la fecha señalada. Sexta: El Presidente, los Vicepresidentes de la República, los Congresistas de la República y los representantes ante el Parlamento Andino elegidos en el año 2020 ejercen su cargo por un periodo de cinco años, según lo señalado en los artículos 90 y 112 de la Constitución Política. Séptima: Para las leyes de reforma política, promulgadas antes de la convocatoria al proceso electoral del año 2020 y que no afecten el calendario electoral aprobado conforme a la presente reforma constitucional, no se aplica el penúltimo párrafo del artículo 4 de la Ley Orgánica de Elecciones. | |

## Debate

### Posible cuestión de confianza
El ministro de Justicia, Vicente Zeballos, en diversas entrevistas con medios de comunicación, expresó que el Ejecutivo no descarta la presentación de una cuestión de confianza sobre la aprobación del proyecto de adelanto de elecciones en caso el Congreso de la República no aprobase el proyecto. En caso el congreso negara la cuestión de confianza, el presidente Vizcarra quedaría facultado para disolver el congreso, debido a que sería la segunda vez que se niega una cuestión de confianza.

Artículo 134 El Presidente de la República está facultado para disolver el Congreso si éste ha censurado o negado su confianza a dos Consejos de Ministros.
El decreto de disolución contiene la convocatoria a elecciones para un nuevo Congreso. Dichas elecciones se realizan dentro de los cuatro meses de la fecha de disolución, sin que pueda alterarse el sistema electoral preexistente.
No puede disolverse el Congreso en el último año de su mandato. Disuelto el Congreso, se mantiene en funciones la Comisión Permanente, la cual no puede ser disuelta.
No hay otras formas de revocatoria del mandato parlamentario.
Bajo estado de sitio, el Congreso no puede ser disuelto.
Constitución Política del Perú de 1993

La posible solicitud de una cuestión de confianza ha generado un debate entre constitucionalistas, congresistas y analistas políticos, debido a que diversos expertos consideran que el presidente de la República no puede utilizar este mecanismo para temas constitucionales, pues está concebido para temas de gestión del ejecutivo según una sentencia de noviembre de 2018 del Tribunal Constitucional. Sin embargo, otros constitucionalistas sostienen que esta si procedería.

75. Este Tribunal Constitucional encuentra que la cuestión de confianza que pueden plantear los ministros ha sido regulada en la Constitución de manera abierta, con la clara finalidad de brindar al Poder Ejecutivo un amplio campo de posibilidades en busca de respaldo político por parte del Congreso, para llevar a cabo las políticas que su gestión requiera.
Sentencia 0006-2018-PI/TC - Tribunal Constitucional (Perú)

Previo al anuncio del adelanto de elecciones, el Pleno del Congreso autorizó al titular del Parlamento a interponer ante el Tribunal Constitucional una demanda de competencia y una medida cautelar para consultarle el alcance y la forma de la cuestión de confianza planteada por el Ejecutivo en junio pasado, en ese entonces por seis proyectos de reforma política.
El 16 de agosto, el presidente del Congreso, Pedro Olaechea envió una carta al Presidente de la Comisión de Venecia en la cual le comentó los hechos ocurridos desde que el presidente del Consejo de Ministros, Salvador del Solar presentó una cuestión de confianza en junio para la aprobación de proyectos reforma política y expresó su preocupación por la posible solicitud de confianza para el adelanto de elecciones. En la carta, Olaechea sostuvo que el enfrentamiento entre ambos poderes se mantiene y que este se inició con el pedido de confianza del Ejecutivo «bajo amenaza de disponer la disolución del Congreso».

### Debate en el Congreso
El martes 3 de septiembre, la Comisión de Constitución y Reglamento del Congreso aprobó la conformación de un Consejo Consultivo de 30 personas, entre excongresistas, expresidentes del Tribunal Constitucional, juristas y politólogos.
El 4 de septiembre de 2019, el presidente del Consejo de Ministros, Salvador del Solar asistió a la Comisión de Constitución y Reglamento del Congreso junto al ministro de Justicia Vicente Zeballos para exponer el Proyecto de Reforma Constitucional.
La Comisión de Constitución anunció que relatores de la Comisión de Venecia asistirán a la sesión del 23 de septiembre. El grupo incluye a Josep María Castella Andreu, Domingo Hernández Emparanza y José Luis Vargas Valdez. Los relatores asistieron al Congreso de la República, en dónde sesionaron con la Comisión de Constitución y con las bancadas que se encuentran a favor del proyecto de adelanto de elecciones.
El 26 de septiembre la Comisión de Constitución debatió y decidió archivar el proyecto del ejecutivo, con votos de las bancadas de Fuerza Popular, (APRA, Contigo, Acción Republicana y Cambio 21). En el dictamen, la Comisión de Constitución consideró la "imposibilidad de someter a referéndum una propuesta per se inconstitucional".
| Miembro                    | Grupo Parlamentario          |
| -------------------------- | ---------------------------- |
| Rosa Bartra Barriga        | Fuerza Popular               |
| Gladys Andrade Salguero    | Fuerza Popular               |
| Alejandra Aramayo Gaona    | Fuerza Popular               |
| Marco Arana Zegarra        | Frente Amplio                |
| Héctor Becerril Rodríguez  | Fuerza Popular               |
| Gino Costa Santolalla      | Bancada Liberal              |
| Patricia Donayre Pasquel   | Unidos por la República      |
| Sonia Echevarría Huamán    | Acción Republicana           |
| Marisol Espinoza Cruz      | Alianza para el Progreso     |
| Maritza García Jiménez     | Cambio 21                    |
| Yonhy Lescano Ancieta      | Acción Popular               |
| Mario Mantilla Medina      | Fuerza Popular               |
| Jorge Meléndez Celis       | Peruanos Por el Kambio       |
| Alberto Quintanilla Chacón | Nuevo Perú                   |
| César Segura Izquierdo     | Fuerza Popular               |
| Miguel Torres Morales      | Fuerza Popular               |
| Javier Velásquez Quesquén  | Célula Parlamentaria Aprista |
| Yeni Vilcatoma de la Cruz  | Fuerza Popular               |
| Gilbert Violeta López      | Contigo                      |

| Miembro                                | Experiencia                                                                 |
| -------------------------------------- | --------------------------------------------------------------------------- |
| Martha Chávez Cossío                   | Presidenta del Congreso 1995-1996                                           |
| Ántero Flores-Aráoz Esparza            | Presidente del Congreso 2004-2005                                           |
| Natale Amprimo Plá                     | Primer Vicepresidente del Congreso 2004-2005                                |
| Marco Falconí Picardo                  | Primer Vicepresidente del Congreso 2012-2013                                |
| Víctor García Toma                     | Presidente del Tribunal Constitucional 2005-2006, Ministro de Justicia 2010 |
| César Landa Arroyo                     | Presidente del Tribunal Constitucional 2006-2008                            |
| Ernesto Álvarez Miranda                | Presidente del Tribunal Constitucional 2012                                 |
| José Ulises Montoya Alberti            | Abogado                                                                     |
| Aníbal Quiroga León                    | Constitucionalista                                                          |
| Marisol Fernández Revoredo             | Constitucionalista                                                          |
| María del Rocío Villanueva Flores      | Constitucionalista                                                          |
| Gustavo Gutiérrez Ticse                | Constitucionalista                                                          |
| Luis Fernando Castillo Córdoba         | Constitucionalista                                                          |
| Domingo García Belaúnde                | Constitucionalista                                                          |
| Fernán Altuve-Febres Lores             | Constitucionalista, excongresista                                           |
| Javier Valle Riestra González Olaechea | Constitucionalista, excongresista, Presidente del Consejo de Ministros 1998 |
| Carlos Hakansson Nieto                 | Constitucionalista                                                          |
| Raúl Ferrero Costa                     | Constitucionalista, exsenador                                               |
| Gorki Yuri Gonzáles Mantilla           | Constitucionalista                                                          |
| Francisco Tudela Van Breugel Douglas   | Jurista, exvicepresidente de la República, excongresista                    |
| Javier de Belaunde López de Romaña     | Jurista                                                                     |
| Fernando Tuesta Soldevilla             | Politólogo                                                                  |
| Martín Tanaka Gondo                    | Politólogo                                                                  |
| Carlos Meléndez Guerrero               | Politólogo                                                                  |
| Carlos Tapia García                    | Sociólogo                                                                   |
| Ángel Delgado Silva                    | Analista político                                                           |
| Sergio Tapia Tapia                     | Analista político                                                           |
| Luis Pásara Pazos                      | Investigador del sistema de justicia                                        |
| José Francisco Gálvez Montero          | Abogado y Constitucionalista                                                |
| Percy Medina Masías                    | Consultor en ciencias políticas                                             |